# Maionesa
La maionesa o baionesa, més correctament maonesa, és una salsa espessa, freda i cremosa que s'utilitza habitualment en hamburgueses, amanides i patates fregides, entre d'altres. Serveix per formar la base d'altres salses com la salsa tàrtara, la remolada o la salsa rolla. És una salsa originària de Maó, a l'Illa de Menorca, i d'aquí el seu nom. La primera recepta escrita es troba al "Receptari Caules. Cuina menorquina del segle XVIII"
Està feta de rovell d'ou cru, oli, sal i unes gotes de suc de llimona o vinagre, tot i que hi ha moltes variants amb altres aromatitzants naturals. El color pot variar del blanc fins al groc pàl·lid. Tècnicament és una emulsió d'oli que es pot formar perquè el rovell d'ou conté lecitina que fa d'emulsionant. A més, es pot fer servir aquesta salsa com a base per a altres salses si s'hi afegeixen altres ingredients.
Es fan imitacions comercials sense ous per a aquells que eviten els ous de gallina per al·lèrgies als ous, per limitar el colesterol dietètic o perquè són vegans.

## Etimologia
Sembla que era una variant de l'allioli molt popular i amb més prestigi (per la incorporació dels ous i l'absència d'alls) a les Balears i més precisament a l'illa de Menorca. Els comerciants que paraven a l'illa parlaven d'una salsa com l'allioli que havien menjat a Maó, a l'estil de Maó: d'una salsa maonesa. La salsa es va estendre a la resta de Països Catalans, no sempre considerada com una salsa a part sinó sovint com una part de plats precisos, que són els que realment foren copiats a l'inici. Posteriorment, també a les altres terres es mesclava aquesta salsa en nous plats i ingredients.
Es diu que un cuiner francès, a l'època de l'ocupació francesa de l'illa, va tastar la salsa i la va provar de copiar i exportar al seu país. El fet és que l'armada francesa del Duc de Richelieu va prendre Maó als anglesos l'any 1756. Sembla que el cuiner menorquí del duc de Crillon va oferir aquesta salsa a Richelieu, a qui va agradar, i que posteriorment es difongué a la noblesa francesa. Al començament, hom l'anomenava «mahonnaise», però la ignorància de conèixer-ne l'origen i el significat va fer que vulgarment de tant en tant se sentís una variant del mot més fàcil de pronunciar «mahionnaise» i després «mayonnaise». Hi ha documents escrits que fan referència a aquest vulgarisme.
Tanmateix, una anècdota citada a la Revista de Menorca n'atribueix també l'expansió a Richelieu, el qual s'hauria enamorat de la salsa i probablement de la cuinera en la seva estada a l'illa.
Els francesos van exportar la idea de la salsa, després d'afegir-hi mostassa francesa, canviant l'oli d'oliva per oli de colza i afegint-hi d'altres espècies, sobretot a Amèrica. Dels Estats Units es va escampar arreu del món.
A l'Amèrica hispanòfona, el mot va arribar de l'anglès, que de fet era el vulgarisme francès pronunciat a l'anglesa, i el van «castellanitzar», sense saber que ja hi havia un mot en castellà (mahonesa) per «mayonesa».
Com que la major part d'hispanòfons són a Amèrica, els lingüistes van proposar el mot «mayonesa» com a alternativa a «mahonesa». Per això, el mot amb la «y» es van començar a veure als pots de les maioneses comercials espanyols i catalans. D'aquesta manera, alguns catalanòfons van començar a voler catalanitzar el mot castellà «mayonesa», escrivint «maionesa».
Alguns entesos, com Camilo José Cela i la major part dels cuiners catalans, entenen que només hauria de ser correcta la versió maonesa en català i mahonesa en castellà.

## Origen
L'ús del rovell d'ou per lligar les salses ja era corrent a la cuina medieval tradicional dels Països Catalans. Les salses podien anar de salses més complicades a salses més senzilles, és a dir el suc que els productes deixen anar en coure'ls amb una mica d'oli a la cassola, o fins i tot només amb l'oli. Posteriorment, els rovells passarien a ser ous sencers, per no tirar les clares (el fet d'aprofitar tots els ingredients, com per exemple, menjar les carxofes senceres, és identitari de la cuina catalana), com encara es fa ara a alguns plats tradicionals menorquins. Una particularitat de la cuina menorquina és que alguns dels seus plats tradicionals a base de peix contenen ou per lligar la salsa, mentre que a la resta dels Països Catalans el peix tradicionalment no es barreja mai amb salses d'ou, mantega ni formatge.
Però realment, la maionesa va ser originada a Maó (Menorca), d'allà ve el nom, on més tard va ser globalitzada per Mallorca i els Països Catalans, que varen crear marques i varen fer que siga tan famosa actualment.
D'altra banda, una teoria popular postula que la maionesa no és més que una variant del clàssic allioli que apareixeria cap al segle xviii, seria una versió illenca o més pretensiosa, que pretenia treure-li el gust d'all, que era considerat pagès i, per tant, segons els temps, poc prestigiós. Alguns entesos consideren que un dels trets generals de la cuina balear enfront de la del continent, als Països Catalans, és un lleuger aire més burgès o senyorial. El fet que tingui ou s'explica perquè l'allioli es fa tradicionalment amb ou a l'interior del País Valencià i a les Illes Balears, mentre que a Catalunya i els pescadors del País Valencià el fan sense ou. A Occitània també hi ha tradició d'allioli, que es fa amb rovell d'ou i molla de pa primer, que després se substituiria per patata.
No se sap amb certesa l'origen de l'allioli, però sí que se sap que és molt antic. Ja a la Grècia Antiga se cita (com a skordalia) a la comèdia Els cavallers, d'Aristòfanes, que data de l'any 424 aC, i segurament els egipcis ja tenien alguna salsa similar.
De fet, salses similars, molt simples i amb ingredients tan bàsics com l'oli d'oliva i l'all, són presents a la cuina tradicional de tota la Mediterrània. A Espanya hi ha l'«ajoaceite», a Occitània hi ha l'«alhòli», a Itàlia l'«agliata», a Grècia, a Malta, al Líban hi ha la «zeit bil toum» (literalment, oli amb all), etc. El que sembla clar és que és un producte mediterrani i d'origen humil (pagès i pescador). Als Països Catalans existeix l'allioli, és clar, tot i que a les Balears, a diferència del continent, es prepara tradicionalment amb ou.
L'allioli apareix ja citat al Llibre de Sent Soví (any 1324) i al segle xix és ja conegut com a salsa «catalana». La primera recepta de maionesa trobada al País Valencià data de 1905, la va escriure Joan Company i, segons aquesta, es fa amb el morter fregat amb all. L'allioli sense all es pot considerar una versió relativament recent de l'allioli clàssic, amb la intenció de fer-lo més fi. En Josep Pla ho resumeix així «la maionesa no és més que l'allioli idealitzat i distingit: sense gust d'all, per resumir». Altres la defineixen com «la maonesa és sols un allioli que va eixir maricó».
Segons en Jaume Fàbrega, la maionesa és «si més no, difosa internacionalment per la cuina francesa. Amb tot, no és més que un allioli sense all (mentre que, al seu torn, a moltes comarques de Catalunya, l'allioli amb ou és anomenat maonesa). Notem que la cuina francesa no fa servir ni l'all ni l'oli d'oliva, per tant, no forma part dels seus paràmetres habituals. Altrament, tant a Provença com als Països Catalans sempre s'han fet maoneses amb all, o sigui allioli.» i «la maonesa, tan francesa, no costaria gens admetre que està inspirada (i hi ha raons històriques que ho avalarien, com és el breu domini francès sobre l'illa de Menorca) en l'allioli autòcton, això si, al gust dels amics de Richelieu.» De fet, a la França actual, la maionesa es defineix com una «emulsió d'oli i de rovell d'ou». Adaptada als gustos francesos, l'oli mai és d'oliva, ja que el consideren car i de gust massa pronunciat, conté imperativament mostassa francesa i sovint altres ingredients (condiments i ingredients que ajudarien a emulsionar-la, que poden ser diversos). En aquest país és molt rar fer-la a casa, pel fet que es considera massa difícil.

## Preparació
Es prepara en fred, batent enèrgicament els ingredients en un morter fins a aconseguir l'emulsió; primer s'hi fica l'ou, la sal i les gotes de llimona, a continuació es va afegint l'oli mentre es va batent. Algunes receptes canvien la llimona per vinagre. Avui en dia és molt fàcil preparar-la amb una batedora elèctrica (minipimer) o amb un sifó de cuina.
Actualment, es pot comprar la maionesa comercial ja envasada al supermercat. Normalment, ve en pots de vidre amb tap tancat al buit i conté estabilitzants i conservants.

## Usos
Se sol utilitzar amb verdures bullides (pèsols, mongetes verdes i patates), marisc (principalment crustacis, com la llagosta, el cranc, els llagostins, etc.) i peixos blancs d'aigua salada. És insubstituïble per a acompanyar els peixos bullits, com la llissa, el lluç, el turbot o el llobarro. Es pot emprar per acompanyar els peixos —i eventualment patates— cuits per a fer sopes de peix i alguns tipus d'arrossos, com per exemple l'arròs a banda. També pot acompanyar els peixos cuits a la sal, com típicament la daurada a la sal.
Es pot menjar calenta, típicament afegida en preparacions en cassola, de tipus suquets o similars, una mica abans del fi de la cocció, o bé en forma de capa gruixuda sobre patates o peix gratinats al forn.
És un ingredient característic del còctel de gambes, de l'ensalada russa i freqüent en altres amanides amb base de patata, pasta o arròs. Sol ser un ingredient dels ous cuits farcits. Actualment, s'utilitza també amb els musclos oberts al vapor i algunes conserves de verdures, com els espàrrecs blancs o les carxofes.
A partir d'aquesta salsa es poden preparar moltes altres salses fredes, com la salsa tàrtara, la salsa rosa i la salsa còctel; o simplement versions diferents, formades simplement per l'addició d'un altre ingredient, com anxoves o olives.

## Substitut de maonesa sense ou
La lactonesa és un substitut de la maonesa, que no conté ou.

## Informació nutricional
Una formulació típica per a la maionesa elaborada comercialment, no de la que diu que és baixa en greix, pot contenir fins a un 80% d'oli vegetal, normalment oli de soja, colza, gira-sol o blat de moro, depenent de la regió de producció, però, en productes especials, de vegades d'oliva o oli d'alvocat. L'aigua representa entre un 7% i un 8% i els rovells d'ou un 6%. Algunes fórmules fan servir ous sencers en lloc de només rovells. La resta d'ingredients inclouen vinagre (4%), sal (1%) i sucre (1%). Les fórmules baixes en greixos normalment reduiran el contingut d'oli a només un 50% i augmentaran el contingut d'aigua fins a un 35%. El contingut d'ous es redueix al 4% i el vinagre al 3%. El sucre augmenta a l'1,5% i la sal baixa al 0,7%. S'afegeixen espessidors (4%) per augmentar la viscositat, millorar la textura i assegurar una emulsió estable. La maionesa es prepara mitjançant diversos mètodes, però de mitjana conté unes 700 quilocalories (2.900 kJ) per 100 grams, o 94 kilocalories (Cal) per cullerada. Això fa que la maionesa sigui un aliment dens calòricament.
El contingut de nutrients de la maionesa (> 50% d'oli comestible, 9-11% de sal, 7-10% de sucre en la fase aquosa) la fa adequada com a font d'aliment per a molts organismes de deteriorament. Un conjunt de condicions com el pH entre 3,6 i 4,0 i la baixa activitat de l'aigua a w de 0,925 restringeixen el creixement de llevats, alguns bacteris i floridures. Els llevats del gènere Saccharomyces, Lactobacillus fructivorans i Zygosaccharomyces bailii són les espècies responsables del deteriorament de la maionesa. Les característiques del deteriorament causat per Z. bailli són la separació del producte i una olor de «llevat».